# رود تیمشور
رود تیمشور (انگلیسی: Timshor) یک رودخانه در سرزمین پرم کشور روسیه است.